# 青玉案
青玉案，词牌名，別称《横塘路》、《西湖路》。双调六十七字，前后阕各五仄韵，上去通押。

## 词牌格式
平平仄仄平平仄，仄仄仄平平仄（ 上三下三 ）。仄仄平平平仄仄。仄平平仄，仄平平仄，仄仄平平仄。
平平仄仄平平仄，仄仄平平仄平仄。仄仄平平平仄仄。仄平平仄，仄平平仄，仄仄平平仄。

## 例詞
- 辛棄疾 元夕

東風夜放花千樹，更吹落，星如雨。寶馬雕車香滿路，鳳簫聲動，玉壺光轉，一夜魚龍舞。
蛾兒(眉)雪柳黃金縷，笑語盈盈暗香去。眾裏尋他千百度，驀然回首，那人卻在，燈火闌珊處。
- 賀鑄 凌波不過橫塘路／春暮

凌波不過橫塘路，但目送，芳塵去。錦瑟年華誰與度？月橋花院，瑣窗朱戶，只有春知處。
飛雲冉冉蘅皋暮，彩筆新題斷腸句。試問閒愁都幾許？一川煙草，滿城風絮，梅子黃時雨。
- 蘇軾

　
和賀方回韻，送伯固還吳中。
　
三年枕上吳中路，遺黃犬，隨君去。若到松江呼嘯渡，莫驚鴛鷺，四橋盡是，老子經行處。
輞川圖上看春暮，常記高人右丞句。作個歸期天已許。春衫猶是，小蠻針線，曾濕西湖雨。